# Ronde van Spanje 2019/Zevende etappe
De zevende etappe van de Ronde van Spanje 2019 werd verreden op 30 augustus tussen Onda en Mas de la Costa. Na een makkelijk begin gingen de laatste honderd kilometer door het kenmerkende Spaanse landschap, waarin de beklimmingen elkaar snel opvolgden. De slotklim, de Alto Mas de la Costa, was niet lang (4,1 kilometer) maar wel zeer zwaar met een gemiddelde 12,3 procent. Daar konden de echte klimmers hun slag slaan. 
| Onda – Mas de la Costa (183,2 km) |                    |                               |          |
| Plaats                            | Naam               | Ploeg                         | Tijd     |
| 1                                 | Alejandro Valverde | Movistar Team                 | 4u34'11" |
| 2                                 | Primož Roglič      | Team Jumbo-Visma              | z.t.     |
| 3                                 | Miguel Ángel López | Astana Pro Team               | + 6"     |
| 4                                 | Nairo Quintana     | Movistar Team                 | z.t.     |
| 5                                 | Rafał Majka        | BORA-hansgrohe                | + 42"    |
| 6                                 | Jon Izagirre       | Astana Pro Team               | + 48"    |
| 7                                 | Tadej Pogačar      | UAE Team Emirates             | + 51"    |
| 8                                 | Fabio Aru          | UAE Team Emirates             | z.t.     |
| 9                                 | George Bennett     | Team Jumbo-Visma              | + 1'07"  |
| 10                                | Óscar Rodríguez    | Euskadi Basque Country-Murias | + 1'20"  |
|                                   |                    |                               |          |
| 15                                | Wilco Kelderman    | Team Sunweb                   | + 1'48"  |
| 28                                | Philippe Gilbert   | Deceuninck–Quick-Step         | + 5'22"  |

| Algemeen klassement |                    |                   |           |
| Plaats              | Naam               | Ploeg             | Tijd      |
| Rode trui           | Miguel Ángel López | Astana Pro Team   | 28u19'13" |
| 2                   | Primož Roglič      | Team Jumbo-Visma  | + 6"      |
| 3                   | Alejandro Valverde | Movistar Team     | + 16"     |
| 4                   | Nairo Quintana     | Movistar Team     | + 27"     |
| 5                   | Rafał Majka        | BORA-hansgrohe    | + 1'58"   |
| 6                   | Tadej Pogačar      | UAE Team Emirates | + 2'36"   |
| 7                   | Esteban Chaves     | Mitchelton-Scott  | + 2'52"   |
| 8                   | George Bennett     | Team Jumbo-Visma  | + 3'34"   |
| 9                   | Wilco Kelderman    | Team Sunweb       | + 3'36"   |
| 10                  | Fabio Aru          | UAE Team Emirates | z.t.      |
|                     |                    |                   |           |
| 18                  | Dylan Teuns        | Bahrain-Merida    | + 8'44"   |

1e etappe ·
2e etappe ·
3e etappe ·
4e etappe ·
5e etappe ·
6e etappe ·
7e etappe ·
8e etappe ·
9e etappe ·
10e etappe ·
11e etappe ·
12e etappe ·
13e etappe ·
14e etappe ·
15e etappe ·
16e etappe ·
17e etappe ·
18e etappe ·
19e etappe ·
20e etappe ·
21e etappe
Startlijst · Eindstanden · Afbeeldingen